# 2-甲基吡啶
2-甲基吡啶是一种有机物，化学式为C6H7N。它是无色液体，有着强烈的不愉快吡啶味。它主要用于合成乙烯基吡啶以及农用化学品nitrapyrin。

## 合成
2-甲基吡啶是第一个被分离出纯品的吡啶类化合物。它由T. Anderson在1846年从煤焦油中分离出来。 现在它则主要有两种方法生产：甲醛、乙醛和氨的缩合反应以及腈和乙炔的环化反应。例如乙醛和氨的化合反应：
在1989年，全世界约有8000吨2-甲基吡啶被生产出来。

## 反应
甲基吡啶的大部分反应发生在甲基上。如2-甲基吡啶的主要用于制备2-乙烯基吡啶，其转化可以通过和甲醛的缩合反应来完成：
2-乙烯基吡啶、丁二烯和苯乙烯的共聚物可以用作纺织品轮胎帘线的粘合剂。2-甲基吡啶也是农药nitrapyrin的前体，用于防止化肥中氨的损失。它可以被高锰酸钾氧化为2-吡啶甲酸：
它的丁基锂去质子化产物为C5H4NCH2Li，是一种通用的亲核试剂。
甲基吡啶的N-烷基化反应也用于生产安普罗因，一种抗原生动物剂。

### 生物降解
和其它吡啶衍生物类似，2-甲基吡啶通常被认为是处理油页岩或煤产生的相关的环境污染物，它也在遗留的木材处理场所也被发现。该化合物易于被某些微生物降解，例如节杆菌属（Arthrobacter）（sp.菌株R1，ATTC菌株号49987），可从吡啶衍生物的复杂混合物污染的水层中分离出来。节杆菌及其密切相关的放线菌，被发现与吡啶衍生物和其他含氮杂环化合物的降解有关。相比于3-甲基吡啶，2-甲基吡啶和4-甲基吡啶更易于降解，并表现出比环境样品更少的挥发损失。